# اقیانوس (آلبوم)
| بررسی انتقادی | بررسی انتقادی |
| منبع          | رتبه‌بندی      |
| ------------- | ------------- |
| آل‌میوزیک      | [ ۲ ]         |

اقیانوس (به انگلیسی: Ocean) ششمین آلبوم استودیویی گروه پراگرسیو راک آلمانی الوی بود که در سال ۱۹۷۷ منتشر شد. این آلبوم که یورگن روزنتال، درامر گروه شعر ترانه‌هایش را نوشته و به داستان پوزایدن و افسانهٔ ظهور و سقوط آتلانتیس می‌پردازد به‌عقیدهٔ بسیاری بهترین آلبوم گروه و نمونه‌ای کلاسیک در تاریخ پروگراسیو راک در آلمان و دیگر کشورها بوده است.
الوی مانند آلبوم های پیشین، ترکیب فوق العاده ای از مفهوم و موسیقی با کیفیت را ارائه داده است.

## ترانه‌ها
آلبوم اقیانوس در مجموع دارای ۴ ترانهٔ طولانی به شرح زیر است:
| ردیف | عنوان اصلی                                                      | برگردان فارسی                                                 | زمان  |
| ---- | --------------------------------------------------------------- | ------------------------------------------------------------- | ----- |
| ۱    | Poseidon’s Creation                                             | خلقت پوزیدون                                                  | ۱۱:۳۸ |
| ۲    | Incarnation Of Logos                                            | ظهور معرفت                                                    | ۸:۲۵  |
| ۳    | Decay Of Logos                                                  | زوال معرفت                                                    | ۸:۱۵  |
| ۴    | Atlantis' Agony at June 5th - 8498, 13 p.m. Gregorian Earthtime | طغیان آتلانتیس در پنجم ژوئن ۸۴۹۸، ۱۳ بعدازظهر به تقویم گرگوری | ۱۵:۳۵ |

## اعضا
- فرانک بورنمان: خوانندهٔ اصلی (لید وکال)، گیتار
- کلاوس پیتر ماتزیول: گیتار بیس، وکال
- یورگن روزنتال: درامز، پرکاشن، صدا
- دتلف اشمیتشن: کیبورد، زیلوفون، صدا